# 네트워크 계층
컴퓨터 네트워크의 7계층 OSI 모형에서 네트워크 계층(Network layer)은 3계층이다. 네트워크 계층은 중간 라우터를 통한 라우팅을 포함한 패킷 포워딩을 담당한다.

## 기능
네트워크 계층은 하나 이상의 네트워크를 통해 소스에서 대상 호스트로 가변 길이 네트워크 패킷을 전송하는 수단을 제공한다. OSI(개방형 시스템 상호 연결) 네트워크 아키텍처의 서비스 계층 의미론 내에서 네트워크 계층은 전송 계층의 서비스 요청에 응답하고 데이터 링크 계층에 서비스 요청을 발행한다.
네트워크 계층의 기능은 다음과 같다.
비연결형 통신
예를 들어, 인터넷 프로토콜은 데이터 패킷이 수신자가 확인을 보낼 필요 없이 송신자에서 수신자로 이동할 수 있다는 점에서 비연결형이다. 연결 지향 프로토콜은 OSI 모델의 다른 상위 계층에 존재한다.
호스트 주소 지정
네트워크의 모든 호스트는 고유한 주소를 가져야 하며, 이 주소는 해당 호스트의 위치를 결정한다. 이 주소는 일반적으로 계층적 시스템에서 할당된다. 예를 들어, 다음과 같을 수 있다.

"프레드 머피"                                                    집에 있는 사람들에게,
"프레드 머피, 메인 스트리트 1번지"                             더블린 사람들에게,
"프레드 머피, 메인 스트리트 1번지, 더블린"                 아일랜드 사람들에게,
"프레드 머피, 메인 스트리트 1번지, 더블린, 아일랜드"    전 세계 사람들에게.

인터넷에서 주소는 IP 주소 (인터넷 프로토콜)로 알려져 있다.

메시지 전달
많은 네트워크가 서브넷으로 분할되어 광역 통신을 위해 다른 네트워크에 연결되기 때문에 네트워크는 게이트웨이 또는 라우터라고 불리는 특수 호스트를 사용하여 네트워크 간에 패킷을 전달한다.

## TCP/IP 모델과의 관계
TCP/IP 모델은 인터넷에서 사용되는 프로토콜을 설명한다. TCP/IP 모델에는 링크 계층 위에 위치한 인터넷 계층이라는 계층이 있다. 많은 교과서 및 기타 2차 자료에서는 TCP/IP 인터넷 계층을 OSI 네트워크 계층과 동일시한다. 그러나 이 비교는 두 모델에서 이러한 계층에 배치되는 프로토콜의 허용 특성(예: 연결 지향형인지 비연결형인지)이 다르기 때문에 오해의 소지가 있다. TCP/IP 인터넷 계층은 사실 네트워크 계층 기능의 일부일 뿐이다. 이는 한 가지 유형의 네트워크 아키텍처인 인터넷만을 설명한다.

## 인터넷 프로토콜 패킷의 단편화
네트워크 계층은 목적지로 가는 패킷 경로의 모든 중간 링크에서 가장 작은 MTU보다 큰 IPv4 패킷에 대한 단편화 및 재조립을 담당한다. 필요한 경우 패킷을 단편화하는 것은 라우터의 기능이며, 수신 시 재조립하는 것은 호스트의 기능이다.
반대로, IPv6 패킷은 포워딩 중에 단편화되지 않지만, 패킷 손실을 방지하기 위해 특정 경로에서 지원되는 MTU는 여전히 설정되어야 한다. 이를 위해 엔드포인트 간에 경로 MTU 발견이 사용되며, 이는 이 계층 대신 전송 계층의 일부가 된다.

## 프로토콜
다음은 네트워크 계층에서 작동하는 프로토콜의 예이다.
- CLNS, 비연결형 네트워크 서비스
- DDP, 데이터그램 전달 프로토콜
- EGP, 외부 게이트웨이 프로토콜
- EIGRP, EIGRP
- ICMP, 인터넷 제어 메시지 프로토콜
- IGMP, 인터넷 그룹 관리 프로토콜
- IPsec, 인터넷 프로토콜 보안
- IPv4/IPv6, 인터넷 프로토콜
- IPX, IPX
- LLARP, 저지연 익명 라우팅 프로토콜
- OSPF, 최단 경로 우선 프로토콜
- PIM, 프로토콜 독립 멀티캐스트
- RIP, 라우팅 정보 프로토콜